# Franck Mailleux
Franck Mailleux em 2011
Franck Mailleux, nascido a 27 de maio de 1985 em Saint-Malo, é um piloto de automóveis francês.

## Corrida
- 2003 : 17.º do Campeonato da França de Fórmula Renault
- 2004 : 13.º do Campeonato da França de Fórmula Renault
- 2005 : 5.º do Campeonato da França de Fórmula Renault (1 Vitória)
- 2006 : 10.º do Campeonato da Grã-Bretanha de Fórmula Renault - Campeão dos Winter Series
- 2007 : 7.º do Campeonato de Formula 3 Eurocopa Series
- 2008 : 10.º do Campeonato de Formula 3 Eurocopa Series
- 2009 : 11.º nos 24 Horas de Le Mans de 2009 à classificação geral, 10.º à classificação das LMP1.
- 2010 : abandono durante as 24 Horas de Le Mans de 2010, categoria LMP1.
- 2011 : 9.º no 24 Horas de Le Mans de 2011 à classificação geral, 2.º à classificação das LMP2.[1]
- 2020 : 14.º no 24 Horas de Nürburgring à classificação geral
- 2021: 4.º no 24 Horas de Le Mans de 2021 à classificação geral, 4.º à classificação Hypercar .[2]